# Flocken (film)

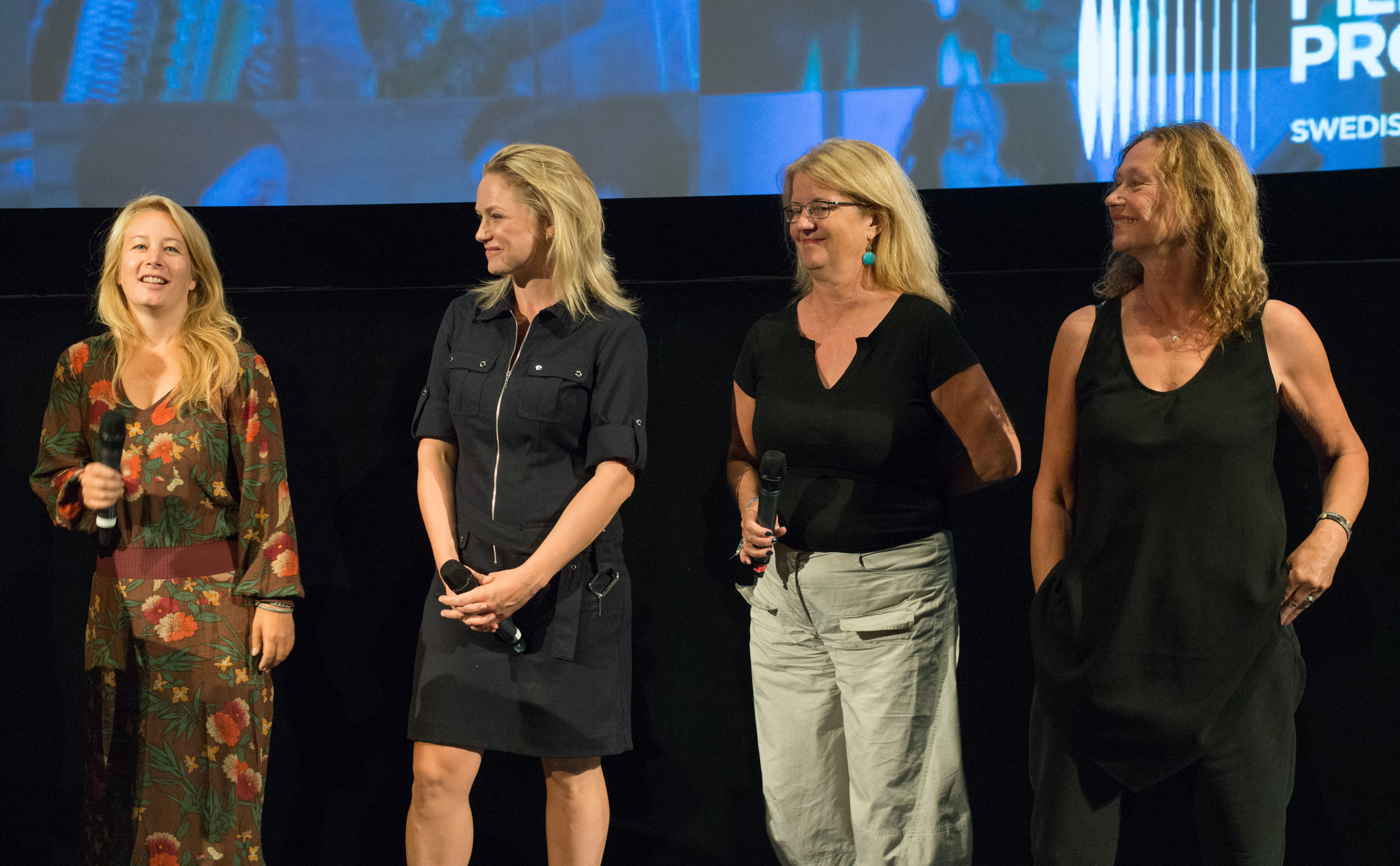
Medarbetare från filmen Flocken under presentationen av den Svenska filmhösten i Filmhuset i Stockholm i augusti 2015. Från vänster: Beata Gårdeler, Malin Levanon, Annika Hellström och Agneta Fagerström-Olsson.

Flocken är en svensk dramafilm från 2015. Den är regisserad av Beata Gårdeler, med manus skrivet av Emma Broström.
Filmen hade biopremiär i Sverige den 11 september 2015, utgiven av TriArt Film.

## Handling
Filmen handlar om ett litet svenskt samhälle, på ytan idylliskt. En dag anmäler den 15-åriga Jennifer sin klasskamrat Alexander för våldtäkt. Ingen kan tro att han, den populäre killen som alla känner, har gjort sig skyldig till detta. Jennifer blir ifrågasatt och trakasserad och utsatt för hot. Alexander börjar dock att plågas av självförebråelser och känner att han vill bekänna.

## Rollista
- Fatime Azemi – Jennifer
- John Risto – Alexander
- Eva Melander – Susanne
- Henrik Dorsin – Tony
- Jakob Öhrman – David
- Malin Levanon – Mia
- Julia Grönberg – Nathalie
- Ayelin Naylin – Amanda
- Ville Virtanen – Ian
- Paasi Haapala – Fredrik
- Mattias Kågström – Peo
- Elisabeth Wernesjö – Anna
- Amanda Högberg – Felicia
- Inger Asplund – Rektorn
- Mats Blomgren – Förhörsledaren
- Charlotte Lindmark – Advokat
- Jan Wennerbrandt – Advokat2
- Tomas Axvall – Polis
- Stina Almqvist – Domare
- Gunilla Ask – Coopföreståndaren
- Mikael Andrén – Slakteriarbetarn

## Om filmen
Flocken är bland annat inspirerad av våldtäkterna i Bjästa. Filmen har fått kritik av anhöriga till offren för våldtäkterna. Mamman till det ena offret, som kallats vid det fingrerade namnet "Linnea", skrev en debattartikel i Aftonbladet där hon beskrev filmen som "en ny våldtäkt". Mamman ansåg att producenterna till filmen skodde sig på andras olycka och uttryckte kritik då hon såg filmens handling så lik de verkliga händelserna vid Bjästa-fallet att tittare skulle ta det för en rak återberättelse. Mamman såg framställningen av filmens våldtäktsoffer Jennifers familj som svartmålningar av henne och hennes sambo (i filmen är Jennifers mamma alkoholist). "Linnea" och hennes familj hade försökt stoppa produktionen av filmen. Filmens producent Agneta Fagerström-Olsson besvarade kritiken med att "händelsen i Bjästa" inte är ett unikt fall, men erkände att det fanns likheter i handlingen med Bjästa-fallet.
Vid Guldbaggegalan 2016 vann Flocken tre guldbaggar; Bästa kvinnliga biroll (Eva Melander), Bästa foto och Bästa originalmusik (Lisa Montan).